# Russell Dykstra
Russell Dykstra (Brisbane, Queensland; 31 de diciembre de 1966) es un actor australiano conocido por haber sus participaciones en teatro y por interpretar a Barney Meagher en la serie Rake.

## Biografía
Estudió en la Universidad de Southern Queensland.

## Carrera
En 2001 apareció como invitado en la serie policíaca Water Rats donde dio vida a Tino Girodelli.
En 2002 apareció en la película Garage Days donde interpretó al gerente Bruno, en la película compartió créditos con los actores Marton Csokas y Kick Gurry.
En 2004 apareció como invitado en la popular serie médica australiana All Saints donde interpretó a Grant Jenkins.
En 2010 se unió al elenco principal de la primera temporada de la serie Spirited donde interpretó a Adam One, un abogado corporativo. 
Ese mismo año se unió al elenco principal de la serie australiana Rake donde interpreta al abogado Barney Meagher, hasta ahora.

## Filmografía

### Series de televisión
| Año             | Título            | Personaje      | Notas           |
| --------------- | ----------------- | -------------- | --------------- |
| 2010 - presente | Rake              | Barney Meagher | 32 episodios    |
| 2011            | Wild Boys         | Winston        | 2 episodios     |
| 2010            | Spirited          | Adam One       | 8 episodios     |
| 2009            | My Place          | Mr. Merry      | 2 episodios     |
| 2004            | All Saints        | Grant Jenkins  | episodio "Wolf" |
| 2003            | White Collar Blue | Dale Trindle   | episodio # 2.15 |
| 2003            | Grass Roots       | Bill Hooks     | episodio "Cars" |
| 2001            | Water Rats        | Tino Girodelli | 2 episodios     |
| 1999            | Bondi Banquet     | Rufus          | -               |
| 1996            | Medivac           | Fitzpatrick    | episodio # 1.12 |

### Películas
| Año  | Título                                | Personaje         | Notas                                                                                                  |
| ---- | ------------------------------------- | ----------------- | --- |
| 2013 | Maiden                                | Mick              | corto - junto a Anita Hegh, Wesley Ambler y Sophie Moman                                               |
| 2010 | Oranges and Sunshine                  | Dan               | junto a Emily Watson, Lorraine Ashbourne, Richard Dillane, Alastair Cumming y Hugo Weaving             |
| 2009 | Nightwalking                          | Voz               | corto - junto a Katherine Hicks, Henry Nixon y Socratis Otto                                           |
| 2008 | The Adventures of Charlotte and Henry | Padre de Henry    | junto a Genevieve Lemon, Manon Gourlay, Andy McPhee y Kodi Smit-McPhee                                 |
| 2008 | 8                                     | Padre             | segmento "The Water Diary" - junto a Justine Clarke                                                    |
| 2008 | The View from Greenhaven              | Tim               | junto a Steve Bisley, Wendy Hughes, Susan Prior, Chris Haywood y Geoff Morrell                         |
| 2008 | Scorched                              | Keith             | junto a Cameron Daddo, Rachael Carpani, Georgie Parker, Vince Colosimo, Les Hill y Libby Tanner        |
| 2008 | Hey Hey It's Esther Blueburger        | Osmond Blueburger | junto a Keisha Castle-Hughes, Christian Byers y Essie Davis                                            |
| 2007 | BlackJack: Ghosts                     | Buchanan          | junto a Marta Dusseldorp, Gigi Edgley, David Field, Colin Friels y Marcus Graham                       |
| 2007 | Romulus, My Father                    | Mitru             | junto a Eric Bana, Franka Potente, Marton Csokas, Kodi Smit-McPhee y Jacek Koman                       |
| 2007 | Clubland                              | Shane             | junto a Brenda Blethyn, Rebecca Gibney, Khan Chittenden, Richard Wilson y Emma Booth                   |
| 2006 | The Water Diary                       | Padre             | corto - junto a Alice Englert, Chris Haywood, Justine Clarke y Genevieve Lemon                         |
| 2005 | BlackJack: Ace Point Game             | Buchanan          | junto a Marta Dusseldorp, Craig McLachlan, Gigi Edgley, Colin Friels y Matthew Holmes                  |
| 2005 | BlackJack: In the Money               | Buchanan          | junto a Colin Friels, Marta Dusseldorp, Max Cullen, David Field y Gigi Edgley                          |
| 2005 | Amorality Tale                        | Brian             | corto - junto a Amanda Bishop, Jenni Baird y Paul Gleeson                                              |
| 2004 | BlackJack: Sweet Science              | Buchanan          | junto a Marta Dusseldorp, Chris Haywood, Alex O'Loughlin, Anthony Hayes, Nash Edgerton y Colin Friels  |
| 2004 | Loot                                  | Bruno Batelli     | junto a Jason Donovan, Anita Hegh, Barry Otto, Tara Morice y Mark Priestley                            |
| 2003 | The Wannabes                          | Marcus            | junto a Ryan Johnson, Felix Williamson, Nick Giannopoulos y Tony Nikolakopoulos                        |
| 2003 | Ned Kelly                             | Wright            | junto a Heath Ledger, Orlando Bloom, Geoffrey Rush, Naomi Watts y Joel Edgerton                        |
| 2003 | BlackJack                             | Buchanan          | junto a Tony Barry, Matt Boesenberg, Tina Bursill, Jason Clarke, Ron Graham, Gigi Edgley y David Field |
| 2002 | Stuffed Bunny                         | Hombre            | corto - junto a Ryan Johnson, Chris Haywood y Marshall Napier                                          |
| 2002 | Garage Days                           | Bruno             | junto a Kick Gurry, Pia Miranda, Chris Sadrinna, Andy Anderson, Marton Csokas y Matthew Le Nevez       |
| 2001 | Lantana                               | Michael           | junto a Anthony LaPaglia, Geoffrey Rush, Barbara Hershey, Rachael Blake, Vince Colosimo y Peter Phelps |
| 1999 | Soft Fruit                            | Bo                | junto a Jeanie Drynan, Linal Haft, Genevieve Lemon y Sacha Horler                                      |
| 1999 | Paperback Hero                        | Hombre            | junto a Claudia Karvan, Hugh Jackman, Angie Milliken y Andrew S. Gilbert                               |

### Director
| Año        | Título                     | Notas           |
| ---------- | -------------------------- | --------------- |
| 1996, 1998 | Children of the Devil      | obra - creador  |
| 1997       | Who Nose Romeo and Juliet? | obra - director |
| 1996       | Caca Courage               | obra - director |

### Teatro[4]
| Año             | Obra                               | Personaje      | Director (a)     | Teatro              | Notas                                                                |
| --------------- | ---------------------------------- | -------------- | ---------------- | ------------------- | -------------------------------------------------------------------- |
| 2013            | The Addams Family                  | Tío Fester     | -                | Capitol Theatre     | junto a John Waters, Chloё Dallimore y Ben Hudson                    |
| 2012            | Babyteeth                          | -              | Eamon Flack      | Belvoir St. Theatre | junto a Kathryn Beck, Eamon Farren, Greg Stone y Sara West           |
| 2009            | God of Carnage                     | Michael Vallon | Gale Edwards     | Sydney Theatre      | junto a Marcus Graham, Sacha Horler y Helen Thomson                  |
| 2009            | The Wonderful World of Dissocia    | -              | Marion Potts     | Wharf Theatre       | junto a Socratis Otto, Matt Day y Justine Clarke                     |
| 2008            | Yibiyung                           | -              | Wesley Enoch     | Beckett Theatre     | junto a Jimi Bani, Sibylla Budd, David Page y Miranda Tapsell        |
| 2007            | Toy Symphony                       | -              | Neil Armfield    | Belvoir St. Theatre | junto a Justine Clarke, Guy Edmonds y Richard Roxburgh               |
| 2006            | Not Like Beckett                   | -              | Michael Kantor   | Beckett Theatre     | -                                                                    |
| 2005            | Stuff Happens                      | -              | Neil Armfield    | York Theatre        | junto a Rhys Muldoon, Victoria Haralabidou y Sandy Winton            |
| 2005            | Ray's Tempest                      | Boris          | Richard Roxburgh | Belvoir St. Theatre | junto a Sibylla Budd, Damon Gameau y Alyssa McClelland               |
| 2004            | The Unlikely Prospect of Happiness | -              | Jeremy Sims      | Sydney Theatre      | junto a Helen Dallimore, Pia Miranda, Judi Farr y Anthony Simcoe     |
| 2003            | The Underpants                     | -              | Neil Armfield    | Belvoir St. Theatre | junto a Paul Blackwell, Rebecca Massey y Lucy Taylor                 |
| 2001            | The Laramie Project                | -              | Kate Gaul        | Belvoir St. Theatre | junto a Anthony Phelan, Josef Ber, Tara Morice y Alicia Talbot       |
| 2001            | The Gypsy Boy                      | -              | Kim Carpenter    | -                   | junto a Sebastian Elmaloglou y Lucia Mastrantone                     |
| 2000            | The Ham Funeral                    | -              | Michael Kantor   | Belvoir St. Theatre | junto a Ralph Cotterill, Don Cousins, Julie Forsyth y Claire Jones   |
| 2000            | Below                              | -              | Patrick Nolan    | Stables Theatre     | junto a Justin Stewart Cotta y Maya Stange                           |
| 1998            | A Beautiful Life                   | -              | Michael Futcher  | La Boite Theatre    | junto a Sandro Colarelli, Errol O'Neill y Angelina Quick             |
| 1996, 1998      | Children of the Devil              | -              | David Bell       | La Boite Theatre    | -                                                                    |
| 1996            | Snapshots from Home                | -              | Jim Vile         | -                   | junto a Adam Couper, Siobhan Lawless y Hazel Phillips                |
| 1996            | Glamalot                           | -              | Sean Mee         | -                   | junto a Andrew Buchanan, Robert Crompton y Donald MacKee             |
| 1992, 1993-1994 | Body Slam                          | -              | David Bell       | La Boite Theatre    | junto a Steve Brown, Derek Ives, Veronica Neave y Anna Yen           |
| 1994            | The Gift of the Gorgon             | -              | Richard Wherrett | Suncorp Theatre     | junto a John Howard, Graham Harvey y Christopher Morris              |
| 1994            | The Winters Tale                   | -              | Rodney Fisher    | Suncorp Theatre     | junto a Simon Bossell, Robert Menzies y Stephen Ross                 |
| 1993            | And a Nightingale Sang             | -              | Rodney Fisher    | Cremorne Theatre    | junto a Beth Armstrong, Bille Brown y Genevieve Lemon                |
| 1990            | The Ring Cycle                     | -              | David Bell       | Cremorne Theatre    | junto a Geoffrey Cartwright, Joss McWilliam y Benedict O'Leary       |
| 1990            | Shimada                            | -              | David Bell       | Cremorne Theatre    | junto a Chris Betts, Elaine Cusick, Caroline Kennison y Phillip Ross |
| 1989            | Troilus and Cressida               | -              | Bryan Nason      | -                   | junto a Rhys McConnochie, Geoffrey Rush y Stephen Whittaker          |
| -               | Toad of Toad Hall                  | -              | -                | -                   | -                                                                    |

## Premios y nominaciones
| Año  | Categoría                                            | Premio         | Serie/Obra/Película   | Resultado |
| ---- | ---------------------------------------------------- | -------------- | --------------------- | --------- |
| 2016 | Best Guest Or Supporting Actor In A Television Drama | AACTA Award    | Rake                  | Nominado  |
| 2013 | Best Male Actor in a Supporting Role in a Musical    | Helpmann Award | The Addams Family     | Ganó      |
| 2007 | Best Supporting Actor                                | AFI Award      | Romulus, My Father    | Nominado  |
| 2000 | Best Actor - Male                                    | FCCA Award     | Looking for Alibrandi | Nominado  |
| 1999 | Best Performance by an Actor in a Leading Role       | AFI Award      | Soft Fruit            | Ganó      |